# Cartucho egípcio

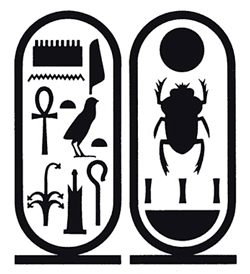
Cartuchos de Tutancâmon; à esquerda o nome de nascimento e à direita o nome de coroação.

Um cartucho  (ou cartela) é um símbolo com uma forma oblonga, rematado por um traço, onde se escrevia o nome de um rei do Antigo Egito.
Em português, a designação "cartucho" originou-se do francês "cartouche", termo cunhado pelos soldados de Napoleão Bonaparte na época da invasão ao Egito, quando notaram uma semelhança entre o desenho e os cartuchos das suas balas. Na língua egípcia o cartucho era designado "chenu".
A partir da V dinastia os reis egípcios tinham cinco nomes que formavam aquilo que se designa como titulatura. Dois destes nomes eram escritos em hieróglifos no interior dos cartuchos: o nome de nascimento do soberano (também conhecido como nomen ou nome de "Filho de Ré") e o nome que este assumia aquando da sua coroação (ou prenomen ou nome do Rei do Alto e do Baixo Egito).
Os cartuchos derivam do círculo chen, que simbolizava o Sol e a Eternidade. Surgem pela primeira vez na época da IV dinastia egípcia. 
Os sarcófagos e as câmaras funerárias do tempo da XVIII dinastia egípcia reproduziam a forma de um cartucho. Simbolicamente procurava-se proteger o corpo do rei com este símbolo. 
No tempo de Aquenáton, o cartucho também foi usado para se inscrever o nome do deus Aton. A partir da XXI dinastia as mulheres que ocuparam o cargo de Adoradora divina de Amon também tiveram direito a colocar o seu nome de coroação numa cartela. A sua forma serviu igualmente como inspiração para objectos como anéis ou caixas. Existiram também cartuchos nos quais se inscreviam os nomes de reis e de cidades derrotados pelos Egípcios.